# 김도영 (2003년)
김도영(金倒永, 2003년 10월 2일~)은 대한민국의 야구 선수로 현재 KBO 리그 KIA 타이거즈의 내야수이다.

## 선수 경력

### 2022년
2022년에 KIA 타이거즈에 1차 지명으로 입단하였다. 당초 문동주와 함께 연고지 1차 지명 후보로서 구단에서 끝까지 고심한 끝에 지명 3일 전에 김도영을 선정했다고 한다. 2022년 4월 2일 LG 트윈스와의 경기에 출전하며 데뷔 첫 경기를 치렀고, 경기에서 4타수 무안타를 기록했다.

### 2024년
2024년 4월 10홈런 14도루를 기록하여 최초로 월간 10홈런 10도루를 달성하며 KBO 3월/4월 월간 MVP에 선정되었고, 2024년 6월 23일, 리그 역대 5번째로 전반기에 20홈런 20도루를 달성하였다. 이러한 활약에 힘입어 6월 월간 MVP 선정되었으며, 이는 시즌 두번째다.
2024년 7월 23일 NC 다이노스와의 경기에서 KBO 역대 두번째 내추럴 사이클링 히트를 기록하였다. 2024년 8월 15일 KBO 역대 9번째이자 최연소(20세 10개월 13일) & 최소 경기(111경기)로 30-30 클럽에 가입하였다. 이는 박재홍 이후 24년만이다.
소속팀 KIA 타이거즈가 한국시리즈에 직행하며, 김도영 본인도 통산 첫 가을야구를 경험하게 되었다. 한국시리즈에서는 5경기에 나서, 23타수 4안타 1홈런 5타점 3득점 5볼넷을 기록하였다.
최종적으로 김도영은 MVP와 3루수 부문 골든글러브를 수상하는 등 최고의 한 해를 보냈다. KBO 리그 최초 월간 10홈런-10도루, 최연소 최소경기 30홈런-30도루, 최소타석 내추럴 사이클링 히트 등 다양한 대기록을 쏟아냈다. 이해 141경기에 나서 득점 1위(143점), 장타율 1위(0.647)로 타격 2관왕을 기록했고, 이외에도 타격 3위(0.347), 홈런 2위(38개), 최다 안타 3위(189개), 출루율 3위(0.420)등의 성적을 기록했다. 이외에도 최연소 기록을 계속해서 갈아치우면서 이러한 활약에 힘입어 MVP 투표에서 101표중 95표를 받으며 시즌 MVP에 선정되었다.
이러한 활약에 힘입어 2024년 WBSC 프리미어 12대회의 대한민국 국가대표팀 명단에 포함되었으며, 김도영은 조별 라운드 5경기에서 타율 0.412, 17타수 7안타 3홈런 10타점 4득점 1볼넷 1도루 출루율 0.444 장타율 1.059, OPS(출루율+장타율) 1.503으로 맹활약했다.
시즌 후인 1월 21일 지난 시즌 연봉 1억원보다 400% 인상된 5억원에 계약을 완료하며, 4년차 최고 연봉을 기록했다.

## 수상

### KBO 리그
- KBO 리그 MVP (2024년)
- KBO 리그 득점 1위 (2024년)
- KBO 리그 장타율 1위 (2024년)
- KBO 골든글러브 3루수 부문 (2024)

## 개인사
- 2022년 시즌 후 오스트레일리아 야구 리그 질롱 코리아에 합류하기로 했으나[9] 시즌 막판에 입은 발가락 부상 통증이 남아있어 제외됐다.[10] 그를 대신해 같은 팀의 내야수인 김규성이 참가했다.
- 2024 프리미어12에서 대활약을 한 김도영이 KBS 스포츠에서 B등급을 받아 논란이 됐다.

## 출신 학교
- 광주대성초등학교
- 광주동성중학교
- 광주동성고등학교

## 통산 기록
| 연도 | 팀명  | 타율  | 경기 | 타수 | 득점 | 안타 | 2루타 | 3루타 | 홈런 | 루타 | 타점 | 도루 | 도실 | 볼넷 | 사구 | 삼진 | 병살 | 실책 |
| ---- | ----- | ----- | ---- | ---- | ---- | ---- | ----- | ----- | ---- | ---- | ---- | ---- | ---- | ---- | ---- | ---- | ---- | ---- |
| 2022 | KIA   | 0.237 | 103  | 224  | 37   | 53   | 11    | 4     | 3    | 81   | 19   | 13   | 3    | 22   | 3    | 62   | 3    | 13   |
| 2023 | KIA   | 0.303 | 84   | 340  | 72   | 103  | 20    | 5     | 7    | 154  | 47   | 25   | 4    | 38   | 1    | 62   | 14   | 13   |
| 2024 | KIA   | 0.347 | 141  | 544  | 143  | 189  | 29    | 10    | 38   | 352  | 109  | 40   | 4    | 66   | 7    | 110  | 10   | 30   |
| 통산 | 3시즌 | 0.326 | 386  | 1301 | 312  | 425  | 60    | 19    | 48   | 587  | 175  | 78   | 11   | 126  | 11   | 234  | 27   | 56   |